# Heli Houben
Heli Houben (* 16. Oktober 1951 als Helena Daniela Matzdorf) ist eine deutsche Schwimmerin aus Bochum.

## Leben
Sie war Schülerin der Freiherr-vom-Stein-Schule Bochum. Sie wurde bei den Deutschen Schwimmmeisterschaften 1967 in Essen Erste auf 200 m, bei den Deutschen Schwimmmeisterschaften 1968 in Berlin Erste im 200-m- und 400-m-Lagenschwimmen. Sie nahm an den Olympischen Spielen in Mexiko 1968 teil.
Heli Houben war Lehrerin in Wuppertal, zog später wieder nach Bochum und schwamm für den SV Blau-Weiß Bochum.